# Ronald "Wolf" Möbus
Ronal "Wolf" Möbus est un chanteur et un bassiste allemand. Il joue dans le groupe de NSBM Absurd.